# BROERS (podcast)
BROERS is een Nederlandstalige podcast van presentator en youtuber Rijk Hofman, waarin hij samen met zijn medepresentator en broer Sam Hofman verhalen vertelt over hun leven.
De podcast ging in januari 2021 naamloos van start, maar na enige tijd werd de naam BROERS gekozen. In de podcast worden verhalen gedeeld die zich afspelen in het leven van beide presentatoren. De verhalen hebben vaak te maken met actuele onderwerpen, Stalin, Daniël Arends en de seksuele ervaringen van de broers. In de podcast hebben de broers een uitgesproken mening waarmee ze meerdere malen de landelijke media haalden. Op 5 mei 2025 werd via de Instagrampagina van de podcast aangekondigd dat de broers Hofman gingen stoppen met hun podcast. Ze hadden toen meer dan 200 afleveringen gemaakt.
De podcast heeft een aparte website waarop abonnementen worden verkocht om toegang te krijgen tot exclusief materiaal van de podcast. Onder dit materiaal valt exclusieve foto's, video's en een Instagrampagina voor abonnees.
Met de podcast wisten de broers Hofman diverse prijzen te winnen, waaronder een Gouden RadioRing in de categorie Gouden Podcast en meermaals The Best Social Award in de categorie Beste Podcast.

## Prijzen
- 2022: Gouden RadioRing in de categorie Gouden Podcast.[4]
- 2022: The Best Social Award in de categorie Beste Podcast.[6]
- 2022: Dutch Podcast Award in de categorie Lifestyle.[7]
- 2024: The Best Social Award in de categorie Beste Podcast.[5]
- 2024: Dutch Podcast Award in de categorie Publieksprijs.[8]